# Martin R. Becker
Martin R. Becker (* 14. Juni 1949 in Saarbrücken) ist ein in Krefeld lebender bildender Künstler.

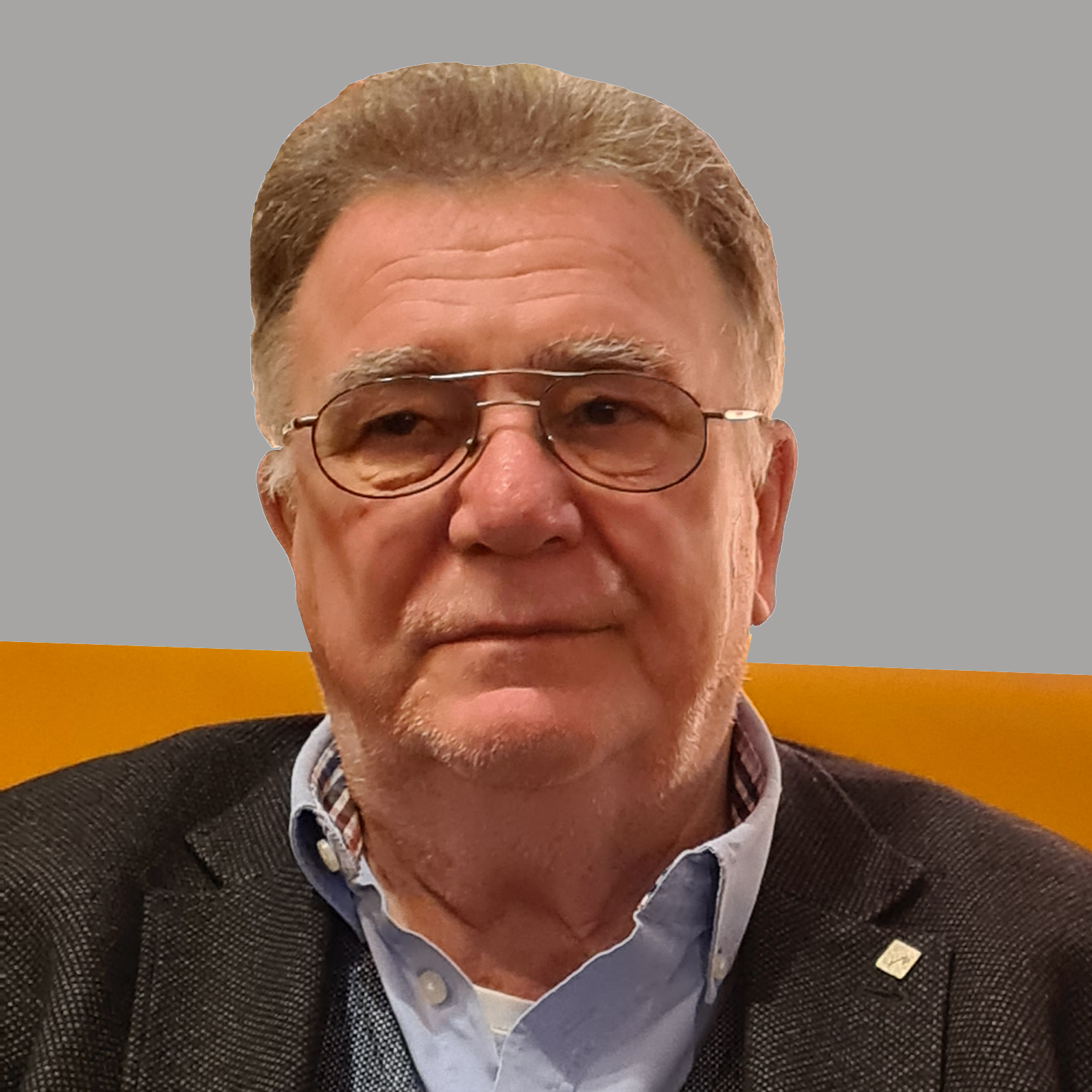
Martin R. Becker (2022)

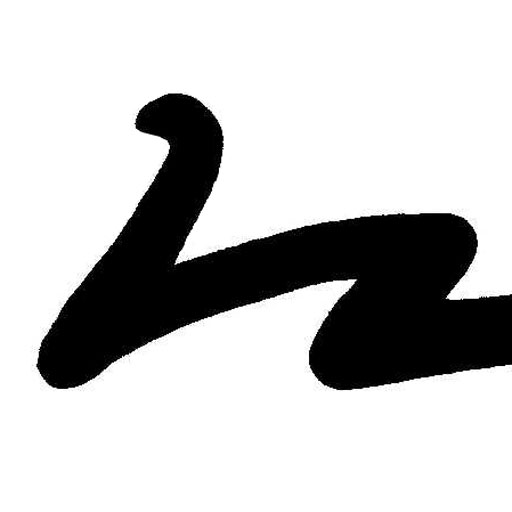
Logo des Künstlers

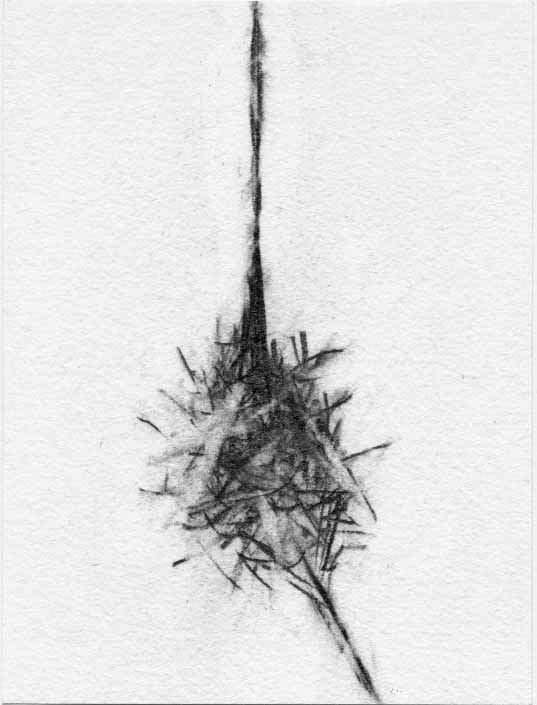
„Skrcks“, Graphit auf Bütten, 20 × 26 cm, 1985

## Leben
Becker ist in Saarbrücken aufgewachsen. Künstlerisch beeinflusst wurde er von Richard Eberle, Jo Enzweiler und Horst Linn. Er lebt und arbeitet seit 1974 in Krefeld. 1975 war er Gründungsmitglied der Gemeinschaft Krefelder Künstler (GKK), wo er auch das Amt eines Vorstandsmitglieds bekleidet. Außerdem ist er Mitglied im Bundesverband Bildender Künstler Niederrhein (BBK Niederrhein). 2003 war er Gründungsmitglied des Vereins zur Förderung der Kunst in Krefeld (KIK) und deren Vorsitzender bis 2006. Seit 1977 werden Einzelausstellungen durchgeführt und es findet eine regelmäßige Teilnahme an Gruppenausstellungen statt.

## Werk
Malerei, Zeichnung, CBA (computerbased artwork), QR-Code-Artworks, digitale Medien.

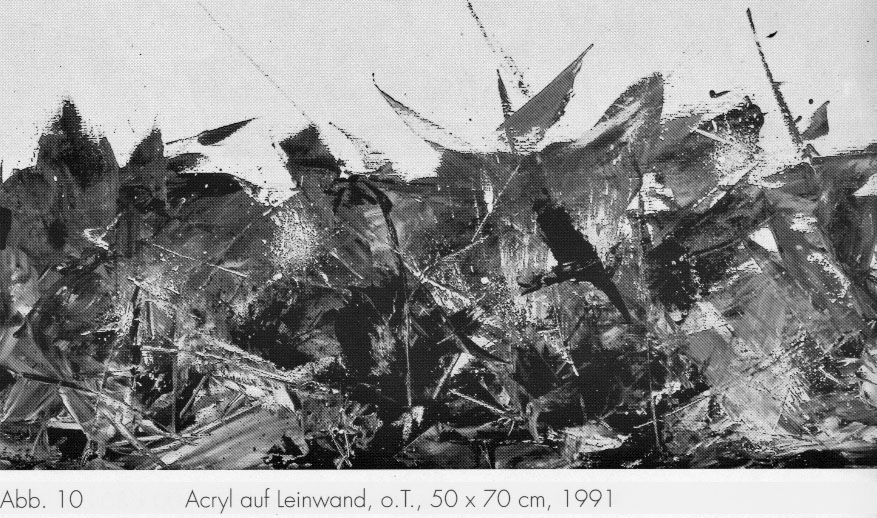
o. T., Acryl auf Leinwand, 50 × 70 cm, 1991, im Besitz des Künstlers

## Stil
Bei seinen Bilderfindungen leiten ihn die Gegensätze von Schwarz und Weiß. In frühen Zeichnungen dominierten Graphitspuren, das Wegnehmen durch Wischen und Radieren und wieder Überlagern, das Ausloten der Grenzbereiche, wo Weiß dem Schwarz weichen muss, und das daraus entstehende Spannungsgefüge. Mit Acryl auf Leinwand setzte er diese Untersuchungen fort, Pinsel, Rakel und Spatel ersetzten Stift und Gummi. Arbeiten am PC und daraus resultierende CBAs erweiterten sein künstlerisches Spektrum.

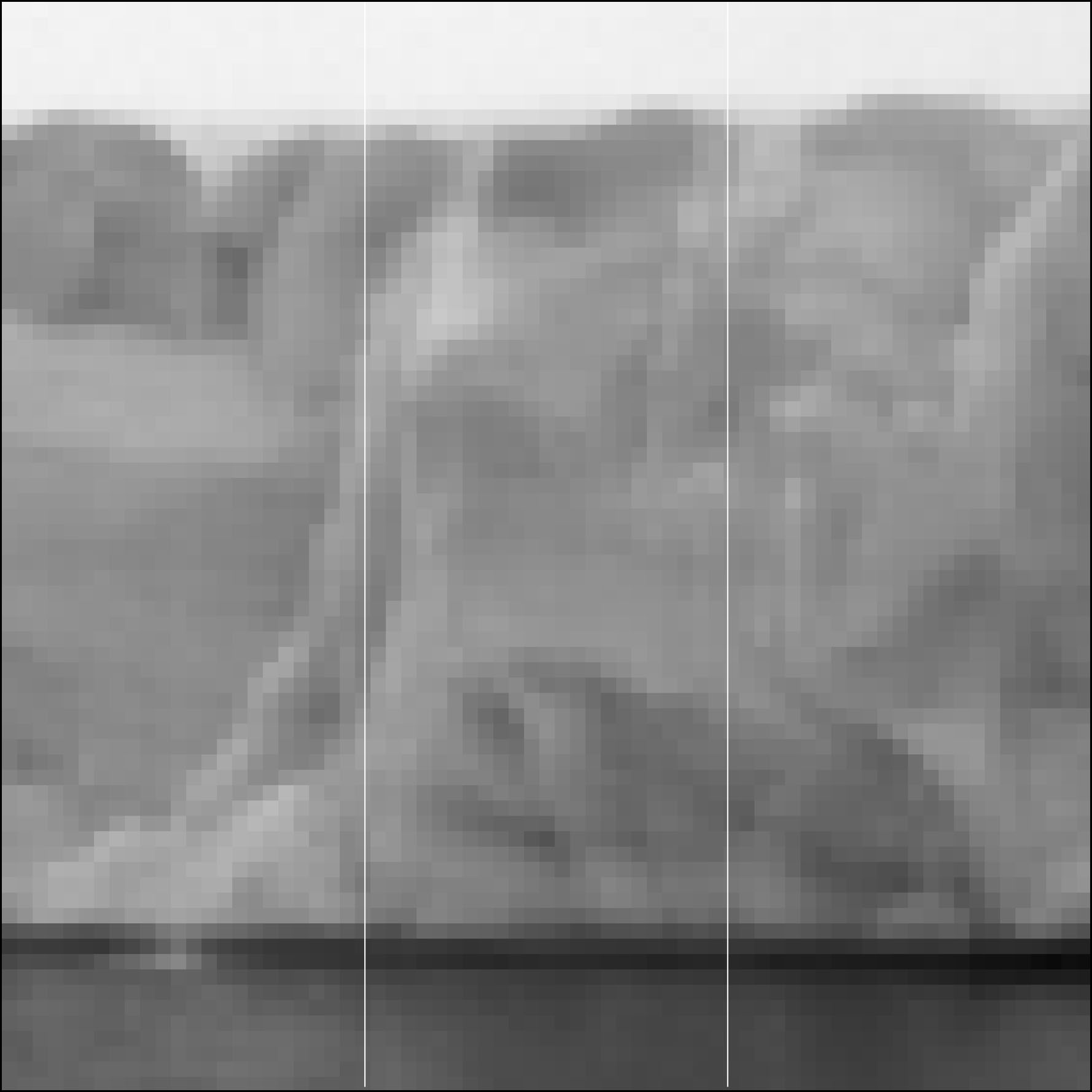
„Bråsvellbreen“, aus der Serie „… wo das meer beginnt“ CBA (computerbased artwork), 2010, dreiteilig, 120 × 120 cm

## Ausstellungen
- 2001 Krefeld, Friedenskirche, Kultur.Punkt, „Rückschau 90–92“
- 2002 Osnabrück, Stadthalle, Kunstmesse „Impulse 2002“
- 2003 Krefeld, Galerie Meta Weber, „Fragmente“
- 2004 Kempen, Kramer Museum, „Vertikal“
- 2005 Krefeld, GKK-Kunst-Spektrum, „Werkschau III, incl. Lagoya ser.“
- 2007 Krefeld, Kunst bei Cargill, 14. Kunstausstellung
- 2010 Krefeld, GKK-Artothek, Dreimaldrei, „Brasvellbreen“
- 2012 Ulft (NL), SSP Hal, Huntenkunst 2012, internationale Kunstmesse
- 2012 Emmerich, Kunstverein Emmerich, „Buch & Kunst im Haus im Park“
- 2013 Ulft (NL), SSP Hal, Huntenkunst 2013, internationale Kunstmesse
- 2013 Krefeld, GKK-Kunst-Spektrum, „Zeichnung 2“
- 2013 Bocholt, Kunsthaus & Stadtmuseum, „Zeit der Kunst“
- 2014 Ulft (NL), SSP Hal, Huntenkunst 2014, internationale Kunstmesse
- 2014 Krefeld, GKK-Kunst-Spektrum, „Werkschau IV incl. doubleUfourtyeight“
- 2016 Krefeld, Südbahnhof, Ausstellung von Künstlern des BBK Niederrhein, 5 Jahre Südbahnhof
- 2019 Krefeld, Krefelder Kunstverein, „Aus den Ateliers“
- 2019 Krefeld, GKK-Kunst-Spektrum, „konstruktiv – konkret / Inspiration Bauhaus“
- 2019 Brüggen, Kultursaal der Burg Brüggen, „Zwischen den Welten“, BBK-Gruppenausstellung
- 2019 Krefeld, GKK-Kunst-Spektrum, „Das kleine Format“
- 2019 Krefeld, Galerie Meta Weber, „Out of Book“, Einzelausstellung zum 70.
- 2019 Krefeld, GKK-Kunst-Spektrum, konstruktiv – konkret / Inspiration Bauhaus, 28 Künstler der GKK
- 2019 Brüggen, Kultursaal der Burg, ZWISCHEN DEN WELTEN
- 2022 Krefeld, GKK-Kunst-Spektrum,  BLICK NACH VORN | 28 Künstler der GKK
- 2022 Kempen, ateliergalerie dreivier, Open Space-Projekt im Rahmen der Ausstellung „en passant“
- 2023 Kempen, ateliergalerie dreivier, Open Space-Projekt im Rahmen der Ausstellung „in between“
- 2023 Krefeld, GKK-Kunst-Spektrum, Jubiläumsausstellung „40 Jahre Kunst-Spektrum“
- 2024 Brüggen, Kultursaal der Burg, „Hinter der Fassade“
- 2024 Kevelaer, Niederrheinisches Museum Kevelaer (NMK), 50 Jahre BBK-Niederrhein

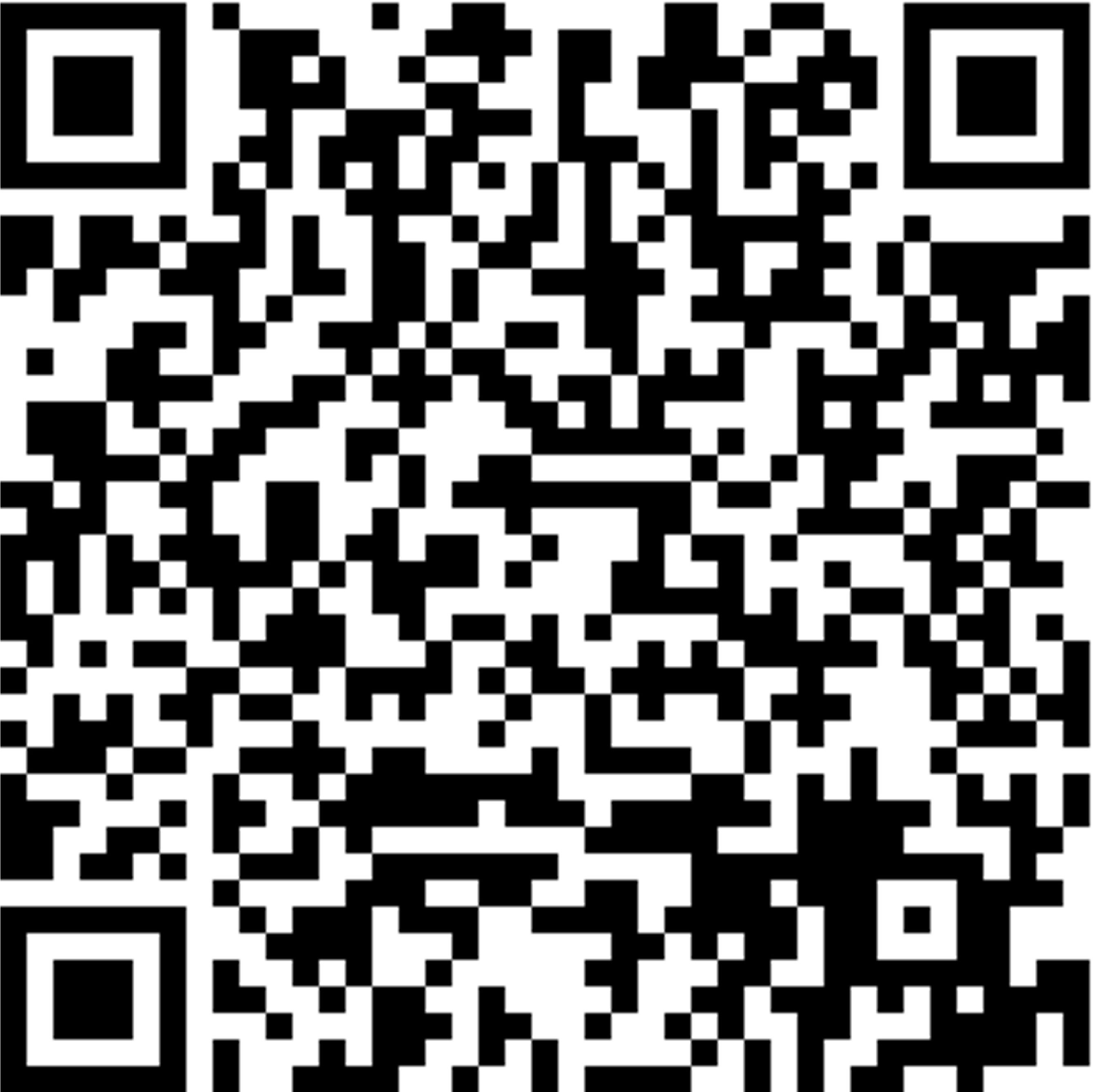
„GG-Artikel 5“, (1) Jeder hat das Recht, seine Meinung in Wort, Schrift und Bild frei zu äußern …, QR-Code-Artwork, Digitaldruck auf Leinwand, 100 × 100 cm, 2011

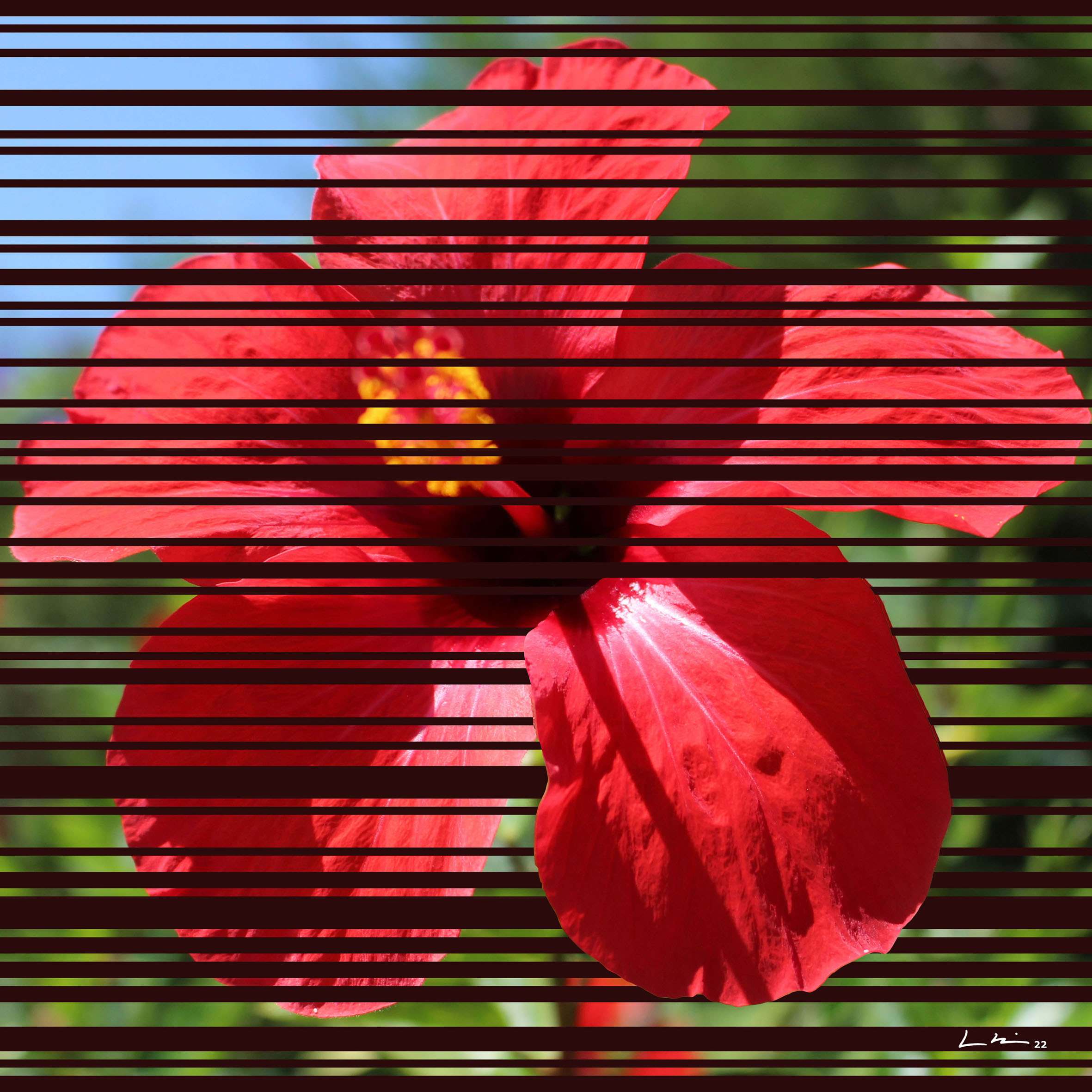
„Hildegard“ – aus der Serie: Ladies, BCA (BarCodeArt) Digitaldirektdruck auf AluDibond, 80 × 80 cm, 2023

## Literatur

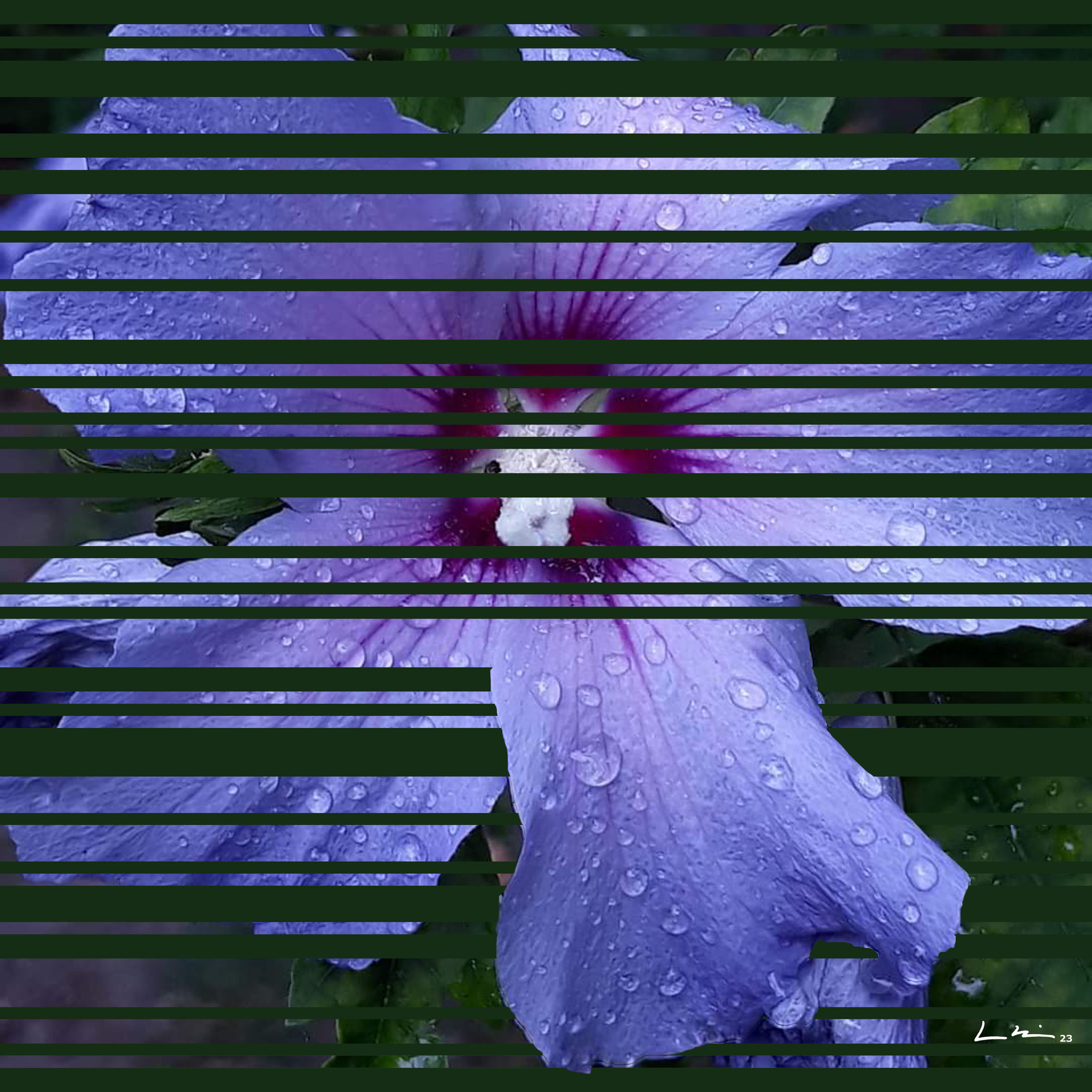
„Sonja“ – aus der Serie: Ladies, BCA (BarCodeArt) Digitaldruck auf AluDibond, 80 × 80 cm, 2023